# Paul Glan
Paul Glan (* 26. Februar 1846 in Berlin; † 8. August 1898 ebenda) war ein deutscher Physiker, Meteorologe und Hochschullehrer.

## Leben
Paul Glan wuchs in Berlin auf, wo er das Friedrich-Wilhelms-Gymnasium und nachfolgend die Friedrich-Wilhelms-Universität (heute Humboldt-Universität zu Berlin) besuchte. Dort wurde er 1870 promoviert und wirkte später als Privatdozent für Physik.

## Leistungen
Schon in seiner Promotion „Über die absoluten Phasenveränderungen durch Reflexion“ zeigte Glan Interesse an optischen Phänomenen.
Bekannt ist Glan vor allem als Namensgeber verschiedener Prismen, die der Polarisation von Licht dienen. Das Prinzip, welches auf Doppelbrechung und Totalreflexion basiert, wurde 1880 von ihm vorgestellt, das Glan-Thompson-Prisma wurde von Silvanus Phillips Thompson 1881 verbessert, das Glan-Taylor-Prisma wurde 1948 von A.M. Taylor verbessert, daneben existiert auch das Glan-Foucault-Prisma und das Glan-Laser-Prisma.

## Werke
- Über die absoluten Phasenveränderungen durch Reflexion. Inaugural-Dissertation. Philosophische Fakultät, Friedrich-Wilhelms-Universität zu Berlin, Berlin 1870, doi:10.18452/123 (hu-berlin.de [PDF]).
- William Rowan Hamilton: Elemente der Quaternionen. Deutsch von Dr. Paul Glan, Docent für Physik an der Universität Berlin. Zwei Bände. Johann Ambrosius Barth, Leipzig, 1882–84. I Band, pp. xxiv, 746, gr. 8°. (Theorie der Qu.); II Band, pp. lxxiii, 436, gr. 8°.